# Čuklinac
Čuklinac (cyr. Чуклинац) – wieś w Bośni i Hercegowinie, w Republice Serbskiej, w gminie Kozarska Dubica. W 2013 roku liczyła 76 mieszkańców.